# Savins
Savins è un comune francese di 640 abitanti situato nel dipartimento di Senna e Marna nella regione dell'Île-de-France.

## Società

### Evoluzione demografica
Abitanti censiti

## Economia
La città di Savins basa la propria economia su quattro settori principali:
- cave d'argilla;
- sfruttamento forestale;
- distillerie;
- artigianato rurale.